# Kingdom (minialbum)
Kingdom – drugi minialbum deathmetalowej grupy muzycznej Vader. Wydawnictwo ukazało się w grudniu 1998 roku w Polsce nakładem wytwórni muzycznej Metal Mind Records. W pozostałych krajach europy płytę wydała firma Impact Records. W Stanach Zjednoczonych minialbum ukazał się nakładem Pavement Music z kolei w Japonii nakładem Avalon/Marquee Inc.
Remiks "Inhuman Disaster Mix" inspirowany utworem "Heading for Internal Darkness" wykonała grupa producencka 2.47 w warszawskim 2.47 Studio w lutym 1998. Autorem remiksu "Quicksilver Blood Mix" inspirowanego utworem "Carnal" był Krzysztof Raczkowski pod pseudonimem DoctorDrum. Kompozycja została zarejestrowana podczas sesji minialbumu. Fragment utworu "Quicksilver Blood Mix" został wykorzystany w piątym odcinku serii Historia polskiego rocka pt. "Teoria hałasu" (2008).

## Lista utworów
Opracowano na podstawie materiału źródłowego.
| Nr | Tytuł utworu                                                                 | Słowa            | Muzyka          | Długość |
| -- | ---------------------------------------------------------------------------- | ---------------- | --------------- | ------- |
| 1. | „Enhanced Track (Incarnation) (PC CD-ROM Data track)”                        | Paweł Wasilewski | Piotr Wiwczarek | 24:35   |
| 2. | „Creatures of Light and Darkness”                                            | Paweł Frelik     | Piotr Wiwczarek | 03:19   |
| 3. | „Breath of Centuries”                                                        | Paweł Wasilewski | Piotr Wiwczarek | 04:33   |
| 4. | „Kingdom”                                                                    | Tomasz Krajewski | Piotr Wiwczarek | 03:04   |
| 5. | „Anamnesis”                                                                  | Paweł Wasilewski | Piotr Wiwczarek | 03:07   |
| 6. | „Inhuman Disaster Mix (inspirowany utworem "Heading for Internal Darkness")” | Paweł Frelik     | Piotr Wiwczarek | 07:13   |
| 7. | „Quicksilver Blood Mix (inspirowany utworem "Carnal")”                       | Paweł Frelik     | Piotr Wiwczarek | 07:25   |
|    |                                                                              |                  |                 | 53:16   |

| Utwór dodatkowy - edycja japońska | Utwór dodatkowy - edycja japońska | Utwór dodatkowy - edycja japońska | Utwór dodatkowy - edycja japońska | Utwór dodatkowy - edycja japońska |
| Nr                                | Tytuł utworu                      | Słowa                             | Muzyka                            | Długość                           |
| --------------------------------- | --------------------------------- | --------------------------------- | --------------------------------- | --------------------------------- |
| 1.                                | „Black To The Blind”              | Paweł Wasilewski                  | Piotr Wiwczarek                   | 7:12                              |

## Twórcy
Opracowano na podstawie materiału źródłowego.
| Zespół Vader w składzie - Piotr "Peter" Wiwczarek – gitara rytmiczna, gitara prowadząca, gitara basowa, śpiew, produkcja muzyczna - Maurycy "Mauser" Stefanowicz – gitara prowadząca - Leszek "Shambo" Rakowski – gitara basowa[A] - Krzysztof "Docent" Raczkowski – perkusja Notatki - A^ Wymieniony na płycie, nie brał udziału w nagraniach. |  | Produkcja - Andrzej Bomba – realizacja - Grzegorz Piwkowski – mastering - Michał Pasich – zdjęcia - Mariusz Kmiołek – koncepcja okładki - Jacek Wiśniewski – projekt okładki i wykonanie - Paweł Frelik – słowa - Paweł Wasilewski – słowa - Tomasz Krajewski – słowa |

## Wydania
| Rok  | Nr katalogowy | Format                    | Wydawca                     | Region            | Źródło |
| ---- | ------------- | ------------------------- | --------------------------- | ----------------- | ------ |
| 1998 | IR-C-123      | CD, Enh, MiniAlbum        | System Shock/Impact Records | Niemcy/Europa     | [ 5 ]  |
| 1998 | IR-C-123      | CD, Enh, MiniAlbum, Promo | System Shock/Impact Records | Niemcy/Europa     | [ 5 ]  |
| 1998 | 76962-32295-2 | CD, Enh, MiniAlbum        | Pavement Music              | Stany Zjednoczone | [ 5 ]  |
| 1998 | MICY-1071     | CD, MiniAlbum             | Avalon/Marquee Inc.         | Japonia           | [ 5 ]  |
| 1998 | MMP CD 0057   | CD, MiniAlbum             | Metal Mind Records          | Polska            | [ 5 ]  |
| 1998 | MMP 0057      | Cass, MiniAlbum           | Metal Mind Records          | Polska            | [ 5 ]  |